# Rutshuru (Demokratische Republik Kongo)
Rutshuru (deutsch früher Rutschuro) ist eine Stadt im Territorium Rutshuru der Provinz Nord-Kivu in der Demokratischen Republik Kongo.

## Geografie
Die Stadt liegt im westlichen Teil des Großen Afrikanischen Grabenbruchs, ungefähr in der Mitte zwischen dem Lake Edward und dem Kiwusee am Fluss Rutshuru. Die Grenze zu Uganda liegt 15 km östlich, diejenige zu Ruanda 30 km südöstlich.

## Geschichte
Im Jahr 2012 besetzte die Bewegung 23. März unter Sultani Makenga die Stadt. Im Jahr 2013 wurde Rutshuru von der kongolesischen Armee zurückerobert und im November von Präsident Joseph Kabila besucht.

## Verkehr
Durch Rutshuru verläuft die Fernstraße N2, die jedoch Stand Januar 2024 von den kongolesischen Behörden gesperrt wurde.

## Persönlichkeiten
- Joseph Mikararanga Busimba (1912–1974), römisch-katholischer Geistlicher, Bischof von Goma